# Roland Wielen
Hans Roland Wielen (* 28. Oktober 1938 in Berlin) ist ein deutscher Astronom, Astrophysiker und Hochschullehrer.

## Leben
Als Jugendlicher wurde Roland Wielen 1954 Mitglied im kurz zuvor gegründeten Verein der Wilhelm-Foerster-Sternwarte. Seine Diplomarbeit im Fach Theoretische Physik schrieb er an der Freien Universität Berlin über „Zeitliche Leuchtkraft-Änderungen von Galaxien und ihre kosmologische Bedeutung“.
1963 begann er eine Tätigkeit am Astronomischen Rechen-Institut in Heidelberg unter dem Direktor Walter Ernst Fricke, wo er sich mit der Stellardynamik und mit dem Betrieb einer Rechenanlage des Typs Siemens 2002 beschäftigte. 1966 promovierte er in Heidelberg im Fach Astronomie, 1969 erfolgte seine Habilitation und 1974 wurde er an der Universität Heidelberg zum außerplanmäßigen Professor ernannt,  wo er zeitweise die Fachgruppe Astronomie leitete.
Forschungsaufenthalte führten ihn 1968 in die Vereinigten Staaten, 1972 nach Nizza und 1974 bis 1975 nach Hamburg, wo er an der Universität die Vertretung einer ordentlichen Professur für Astronomie innehatte.
1978 wurde er auf die ordentliche Professur für Astrophysik der Technischen Universität Berlin berufen und dort zum Direktor des Instituts für Astrophysik ernannt. Im darauffolgenden Jahr wurde die Arbeitsgruppe von Professor Fritz Hinderer dem Institut angeschlossen.
1985 kam es zu seiner Rückkehr nach Heidelberg, wo er zum C4-Professor für Theoretische Astronomie der Universität Heidelberg und zum Direktor des Astronomischen Rechen-Instituts ernannt wurde. Im Jahr 2004 wurde er emeritiert.
Bei der Internationalen Astronomischen Union (IAU) wirkte er seit 1979 als Vizepräsident der IAU-Kommission für Galaktische Struktur und Dynamik, seit 1982 amtierender Präsident der Kommission und seit 1985 als Präsident der Kommission.
Seit 1963 war er mit Ute Wielen geb. Bachmann (* 1934, † 2021) verheiratet.

## Ehrungen
Eine Unterhäufigkeit von Sternen auf der Hauptreihe wird in der Stellarstatistik zu Ehren des Astronomen Wielen Dip (zu Deutsch: Wielen-Senke) genannt, da er diese bei sonnennahen Sternen zuerst beschrieben hat.
Der 1960 vom niederländischen Forscherteam von Cornelis Johannes van Houten und Tom Gehrels entdeckte Asteroid des Hauptgürtels (4548) Wielen wurde nach Roland Wielen benannt.
2014 wurde seine Frau dadurch geehrt, dass die IAU  den Asteroiden (48492) Utewielen nach ihr benannt hat.

## Veröffentlichungen (Auswahl)
- Die frühmittelalterliche Siedlung Ersheim am Neckar und die Richgeres-Sneida im Odenwald, Universitätsbibliothek Heidelberg, 2021
- mit Ute Wielen: Alfred Wegener und das Astronomische Rechen-Institut : mit einer Anwendung seiner umgerechneten Alfonsinischen Tafeln auf den „Astronomischen Kalender“ für 1448. Heidelberg, 2017.
- Das Kalender-Edikt des Brandenburgischen Kurfürsten Friedrich III. vom 10. Mai 1700, Universitätsbibliothek Heidelberg, 2017
- Structure and dynamics of the galactic system, Astronomisches Rechen-Institut, Heidelberg, 1986
- Der nahe offene Sternhaufen in Ursa Major , Astronomisches Rechen-Institut Heidelberg, 1979
- Dynamics of star clusters : comparison of theory with observations and simulations, Astronomisches Rechen-Institut Heidelberg, 1975
- Gravitative Deutung der Spiralstruktur von Galaxien, Astronomisches Rechen-Institut, Heidelberg, 1971
- Der visuelle Doppelstern ADS 5514 AB, Wilhelm-Foerster-Sternwarte, Berlin, 1960